# Ромаџи
Ромаџи (јап. rōmaji, ローマ字 -) у јапанском језику, у ширем смислу, означава латинично писмо. У енглеском и другим језицима, ромађи означава начин записивања јапанског језика латиничним писмом, као алтернатива канџију и двама кана писмима.
Јапански се на овај начин пише из различитих разлога: за уличне и путоказне табле због странаца; за транскрипцију личних имена, као и имена места и фирми у другим језицима; за речнике и вежбанке за странце, али и због наглашавања.
Постоји неколико различитих латиничних система у употреби: три главна су хепберн (Hepburn), затим Кунреи-шики (Kunrei-shiki или ISO 3602) и Нихон-шики (Nihon-shiki или строги ISO 3602). Најшире коришћен систем је хепберн у којем су дуги самогласници занемарени. Модификовани хепберн, у којем се користе надвучени самогласници у ову сврху је често коришћен у источном Јапану и међу студентима јапанског језика.
У 16. веку, језуити су штампали католичке књиге користећи модификовано португалско писмо, али је овај систем давно напуштен.

## Разлике у системима
- Хепберн доследно прати фонологију романских језика и тиме онима који знају како се они читају помаже у изговору јапанског језика. Овај систем се највише користи, посебно у енглеском говорном подручју, а јапанска деца га науче када почињу да уче енглески језик и латиницу у основној школи. Хепберн је основа и званичне српске транскрипције јапанског језика, иако српски и јапански језик деле много више гласова неголи енглески и јапански (пример је постојање гласа "ђ" и "ћ" који се транскрибују на основу Хепберна у српски као "џ" и "ч" иако пракса обично налаже да се гласови преносе у српски што ближе изворном изговору ако у српском постоје еквивалентни гласови).
- Нихон-шики – основна разлика између Нихон- и Кунреи-шикија је у изговору кана слогова. На пример, ако се направи сложеница од речи kana かな и tsukai つかい, добија се реч која се пише かなづかい са знаком дакутен (゛) након tsu (つ) који означава да је оно прешло у звучни глас. У системима Хепберн и Кунреи-шики почетни изговор гласа се занемарује и пише се само нови изговор (у овом случају kanazukai). У Нихон-шикију остаје основни глас (у овом случају )[2][3]
- Кунреи-шики је модификовани Нихон-шики са примесама система Хепберн.

## Нестандардни системи
Осим стандарда, могу се наћи и многи нестандардни системи романизације. Они су или последица непознавања стандарда или су настали техничких разлога. Дијакритике се често изостављају или замењују онима које су доступне, мада се ово све мање дешава због широке употребе фонтова који подржавају уникод.
Најчешћи случајеви нестандардних романизација су:
- за おお или おう (Хепберн ).
- за おう (Хепберн ).
- за おおили おう (Хепберн ō).
- for じゃ(Хепберн  [ђа]) и слично.
- за づ (Хепберн ).
- for っち (Хепберн  [тћи/тчи]) и слично.
- за ら (Хепберн ) и слично. Ово је зато што Јапанци сугласник „р“ изговарају као ɽ, што је између „р“ и „л“.
- за ああ (Хепберн ) и слично – најчешћи случај је не означавање дугих самогласника.
- за んあ (Хепберн ) и слично.
- за ん (Хепберн ).

Иако се могу наћи разлози и за и против ових система, њихова употреба доводи до честе забуне, поготово ако се јапанске речи ређају латиничним редоследом, а и многе речи, поготово у енглеском, имају своје устаљено писање (kudzu, jiu jitsu...) које често не прати правила романизације.

## Примери речи писаних у свим системима
| Реч                  | Јапански | Кана     | Латиница             | Латиница    | Латиница   |
| Реч                  | Јапански | Кана     | Модификовани хепберн | Кунреи-шики | Нихон-шики |
| -------------------- | -------- | -------- | -------------------- | ----------- | ---------- |
| Латинична слова      | ローマ字 | ローマじ |                      |             |            |
| Фуџи (планина)       | 富士山   | ふじさん |                      |             |            |
| Чај                  | お茶     | おちゃ   |                      |             |            |
| Гувернер (управитељ) | 知事     | ちじ     |                      |             |            |
| смањити              | 縮む     | ちぢむ   |                      |             |            |

## Табела романизација
| Кана     | Модификовани хепберн | Кунреи-шики | Нихон-шики |
| -------- | -------------------- | ----------- | ---------- |
| う       | ū                    |             | ū          |
| おう, お | ō                    |             | ō          |
| し       |                      |             |            |
| しゃ     |                      |             |            |
| しゅ     |                      |             |            |
| しょ     |                      |             |            |
| じ       |                      |             |            |
| じゃ     |                      |             |            |
| じゅ     |                      |             |            |
| じょ     |                      |             |            |
| ち       |                      |             |            |
| つ       |                      |             |            |
| ちゃ     |                      |             |            |
| ちゅ     | -{chu                |             |            |
| ちょ     | -{cho                |             |            |
| ぢ       |                      |             |            |
| づ       |                      |             |            |
| ぢゃ     |                      |             |            |
| ぢゅ     |                      |             |            |
| ぢょ     |                      |             |            |
| ふ       |                      |             |            |